# Miquel Capllonch i Rotger

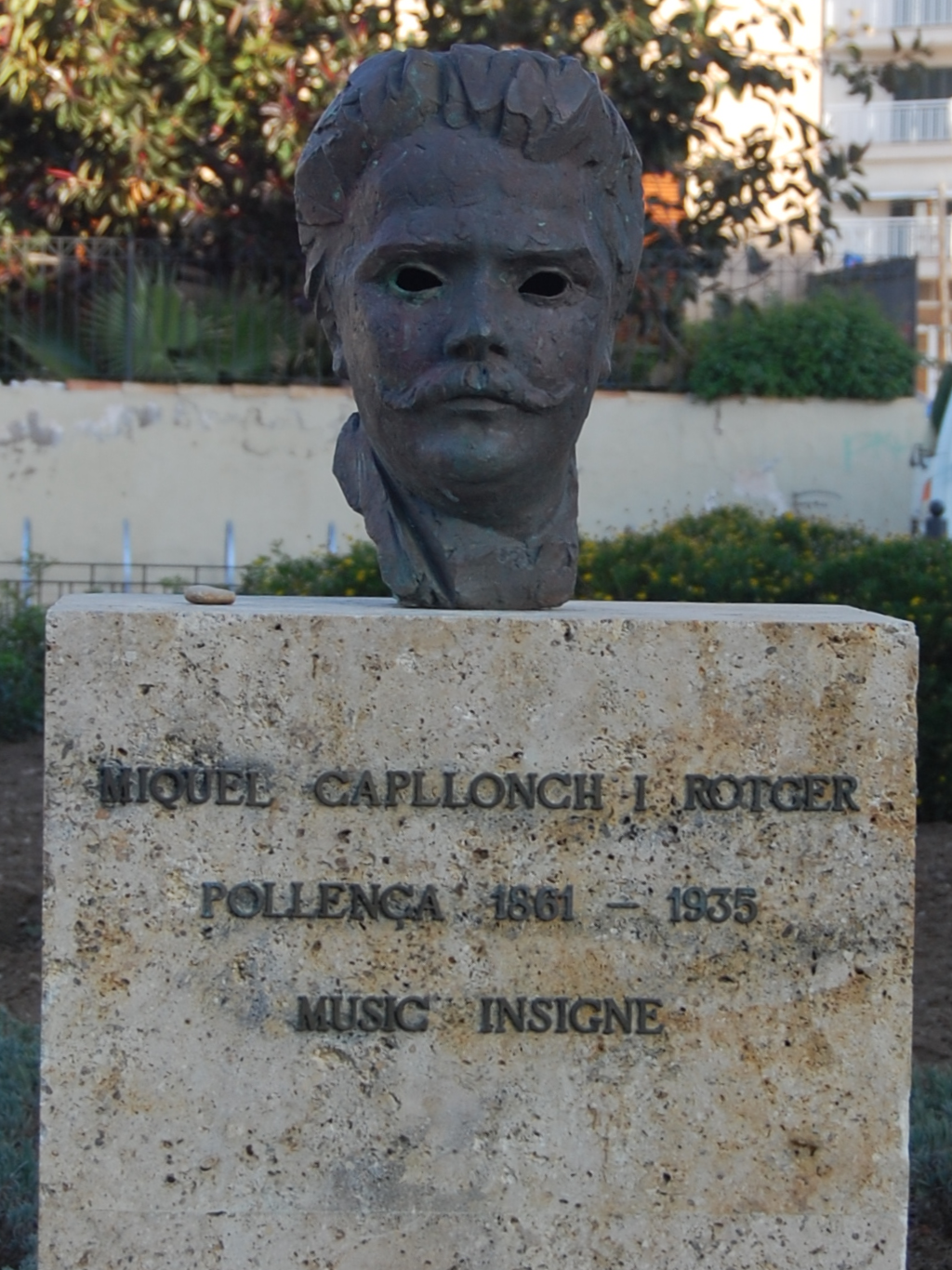
Büste für Miquel Capllonch i Rotger in Port de Pollença

Miquel Capllonch i Rotger (* 14. Januar 1861 in Pollença; † 21. Dezember 1935 ebenda) war ein spanischer Pianist und Komponist.

## Leben
Er absolvierte ein Klavierstudium, das er in Madrid abschloss. 18-jährig gab er in Madrid auch seine ersten Konzerte. Der chinesische Botschafter lud ihn an den chinesischen Kaiserhof, um an der musikalischen Bildung der Kaiserfamilie mitzuwirken. Miquel Capllonch i Rotger lehnte das Angebot jedoch ab. 1884 erhielt er ein Stipendium zur Fortsetzung seiner Ausbildung in Berlin. Er wurde Schüler von Karl Heinrich Barth, Ernst Rudorff und von Hardenbergs. Er pflegte Freundschaften mit der Pianistin Clara Wieck und Anton Rubinstein sowie dem jungen Arthur Rubinstein, dem er auch private Unterrichtsstunden gab. Er gab Konzerte vor dem deutschen Kaiser Wilhelm II. und gab den Prinzen Friedrich Leopold von Preußen und Albert von Sachsen Privatunterricht.

## Ehrungen
In Port de Pollença wurde ein Platz nach ihm als Placa de Miquel Capllonch benannt und eine ihn darstellende Bronzebüste aufgestellt. In Pollença befindet sich eine Gedenktafel.